# St. Petersburg Open 2013
Il St. Petersburg Open 2013 è stato un torneo di tennis giocato su campi in cemento al coperto. È stata la diciannovesima edizione del torneo denominato St. Petersburg Open, che appartiene al circuito ATP World Tour 250 series dell'ATP World Tour 2013. Si è giocato al Petersburg Sports and Concert Complex di San Pietroburgo, in Russia, dal 16 al 22 settembre 2013.

## Partecipanti

### Teste di serie
| Nazionalità | Giocatore         | Ranking* | Testa di serie |
| ----------- | ----------------- | -------- | -------------- |
| Italia      | Fabio Fognini     | 17       | 1              |
| Russia      | Michail Južnyj    | 20       | 2              |
| Serbia      | Janko Tipsarević  | 23       | 3              |
| Russia      | Dmitrij Tursunov  | 32       | 4              |
| Spagna      | Fernando Verdasco | 33       | 5              |
| Lettonia    | Ernests Gulbis    | 36       | 6              |
| Rep. Ceca   | Lukáš Rosol       | 46       | 7              |
| Uzbekistan  | Denis Istomin     | 47       | 8              |

* Le teste di serie sono basate sul ranking al 9 settembre 2013.

### Altri partecipanti
I seguenti giocatori hanno ricevuto una wild card per il tabellone principale: 
- Michail Elgin
- Aslan Karacev
- Karen Chačanov

I seguenti giocatori sono passati dalle qualificazioni:

- Mikhail Biryukov
- Samuel Groth
- Dominic Inglot
- Konstantin Kravčuk

## Campioni

### Singolare
Ernests Gulbis ha sconfitto in finale  Guillermo García López per 3-6, 6-4, 6-0.
- È il quarto titolo in carriera per Gulbis.

### Doppio
David Marrero /  Fernando Verdasco hanno sconfitto in finale  Dominic Inglot /  Denis Istomin per 7–6(6), 6-3.